# Phyllanthus eurisladro
Phyllanthus eurisladro är en emblikaväxtart som beskrevs av Carl Friedrich Philipp von Martius och Luigi Aloysius Colla. Phyllanthus eurisladro ingår i släktet Phyllanthus och familjen emblikaväxter. Inga underarter finns listade i Catalogue of Life.